# Амерички крокодил
Амерички крокодил (Crocodylus acutus) је гмизавац из реда Crocodylia и фамилије Crocodylidae.

## Угроженост
Ова врста се сматра рањивом у погледу угрожености врсте од изумирања.

## Распрострањење
Ареал врсте Crocodylus acutus обухвата већи број држава.
Врста има станиште у Сједињеним Америчким Државама, Мексику, Венецуели, Колумбији, Перуу, Еквадору, Панами, Никарагви, Костарици, Гватемали, Хондурасу, Салвадору, Куби, Јамајци, Хаитију, Доминиканској Републици, Доминици и (непотврђено) Белизеу.

## Станиште
Станишта врсте су мочварна подручја, језера и језерски екосистеми и слатководна подручја.
Врста је присутна на подручју острва Куба.